# Ville Pörhöla
Frans Wilhelm ("Ville") Pörhölä (Raumo, 24 de dezembro de 1897 – Oulu, 28 de novembro de 1964) foi um multiatleta e campeão olímpico finlandês. Competidor no lançamento de disco, lançamento do martelo e arremesso de peso, foi campeão olímpico nesta última modalidade.
Atleta dos clubes Oulun Pyrintö,  Kuopion Urheilu-Veikot, e Kajaanin Kipinä, ganhou a medalha de ouro em Antuérpia 1920 no arremesso de peso com um lançamento de 14,81 m. Também competiu no lançamento de disco nestes Jogos, ficando em oitavo lugar.
Depois destes Jogos Olímpicos ele se concentrou na carreira profissional, abandonando o atletismo por quase uma década. Ressurgiu em 1929, disputando o lançamento de martelo, e nesta modalidade foi campeão europeu e conquistou a medalha de prata em Los Angeles 1932.
Nascido numa pequena vila na ilha de Röyttä, perto da cidade de Tornio, na Lapônia, era chamado de "Urso de Röyttä" (Röyttän Karhu) pelos finlandeses.